# Berg II
Berg II (Berek, Berk) – polski herb szlachecki z nobilitacji, używany przez rodzinę osiadłą w inflantach.

## Opis herbu
Opis zgodnie z klasycznymi regułami blazonowania:
Na tarczy dwudzielnej w słup w polu prawym, złotym połuorzeł czarny. W polu lewym, srebrnym sylwetka góry zielonej o potrójnym szczycie nad którą trzy gwiazdy złote (2 nad 1). W klejnocie ogon pawi między dwoma rogami jelenimi. Labry z prawej czarne, podbite złotem, z lewej zielone, podbite srebrem.

## Najwcześniejsze wzmianki
Nadany w 1580 Kacprowi Berg von Berge, który w 1582 został burgrabią ryskim.

## Herbowni
Jedna rodzina herbownych (herb własny)
Berg (Berk, Berek, Berge).